# 倉洞駅
倉洞駅（チャンドンえき）は、大韓民国ソウル特別市道峰区倉5洞にある、韓国鉄道公社（KORAIL）とソウル交通公社の駅。

## 利用可能な鉄道路線
韓国鉄道公社
 京元電鉄線 - 駅番号は(116)
ソウル交通公社
 4号線 - 駅番号は(412)

## 駅構造
改札口は韓国鉄道公社とソウル交通公社で共有しており、東側と西側の2ヶ所ある。管轄はソウル交通公社。出口は東側に1番出口が、西側に2番出口がある。

### 韓国鉄道公社
島式ホーム2面4線を有する地上駅。普段は内側2線が使用されるが、外側の乗り場の一つは午前中に運行する急行列車が停車して、もう一つは倉洞始終着列車が停車する。東側または西側の改札口に通じる階段はホーム1面につき2ヶ所ある。エレベータはない。2010年7月16日にホームの位置が鹿川方面に約160m移転された。
韓国鉄道公社管轄の出口（改札口）がなく、橋上の乗り換え通路を通ってソウル交通公社管轄の東側と西側の改札口に接続する。4号線と乗り換える場合、東側と西側どちらの改札階を経由しても4号線のホームに行くことができる。

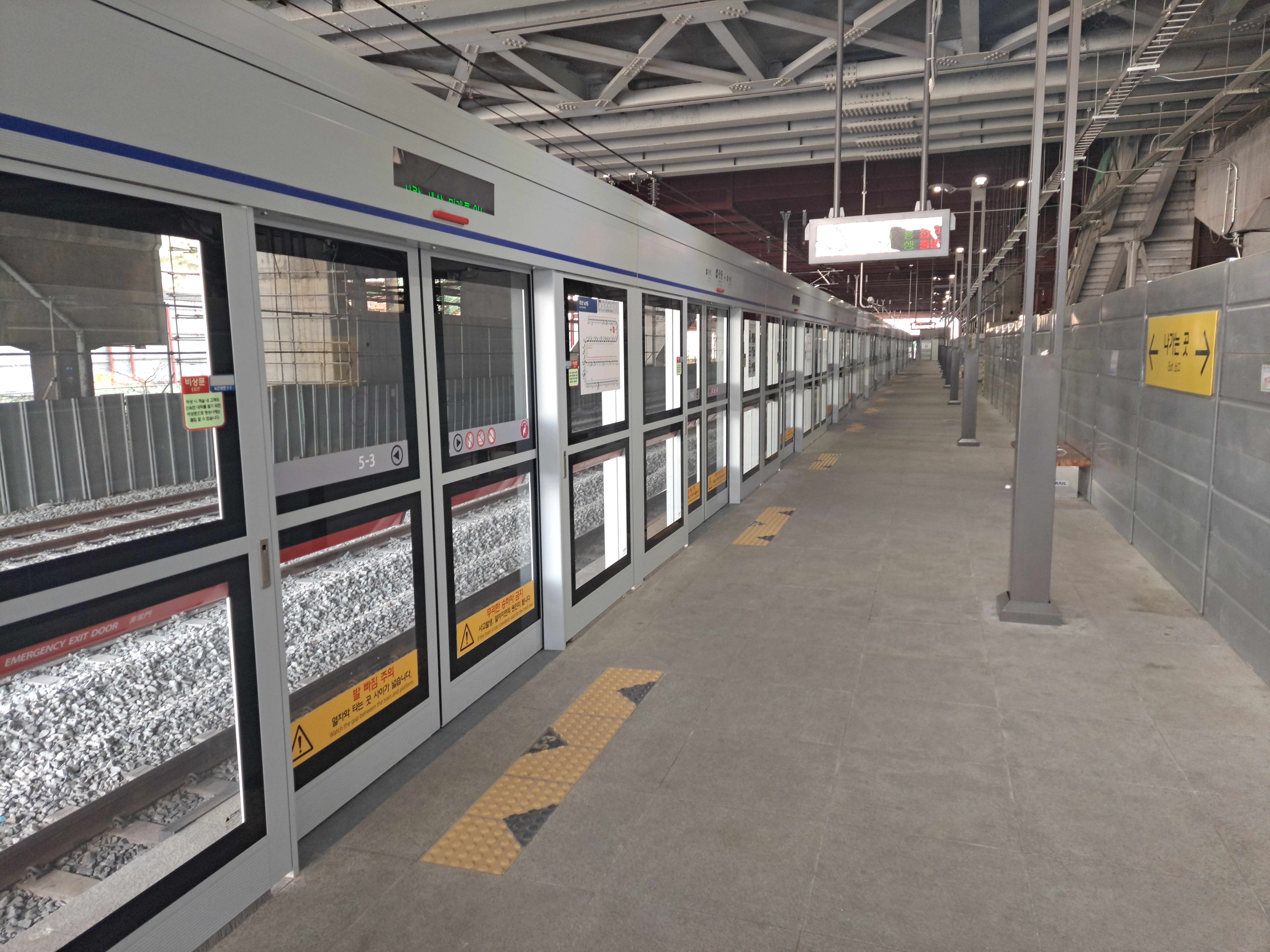
ホーム（2022年03月撮影）

### ソウル交通公社
相対式ホーム2面2線を有する高架駅で、フルスクリーンタイプのホームドアが設置されている。東側の改札口に通じる階段はホーム1面につき1ヶ所、西側の改札口に通じる階段はホーム1面につき2ヶ所ある。エレベータはない。

#### のりば
- のりばの番号は存在しない。

| 上り | 4号線 | 蘆原・上渓・仏岩山方面 |
| 下り | 4号線 | 舎堂・安山・烏耳島方面 |

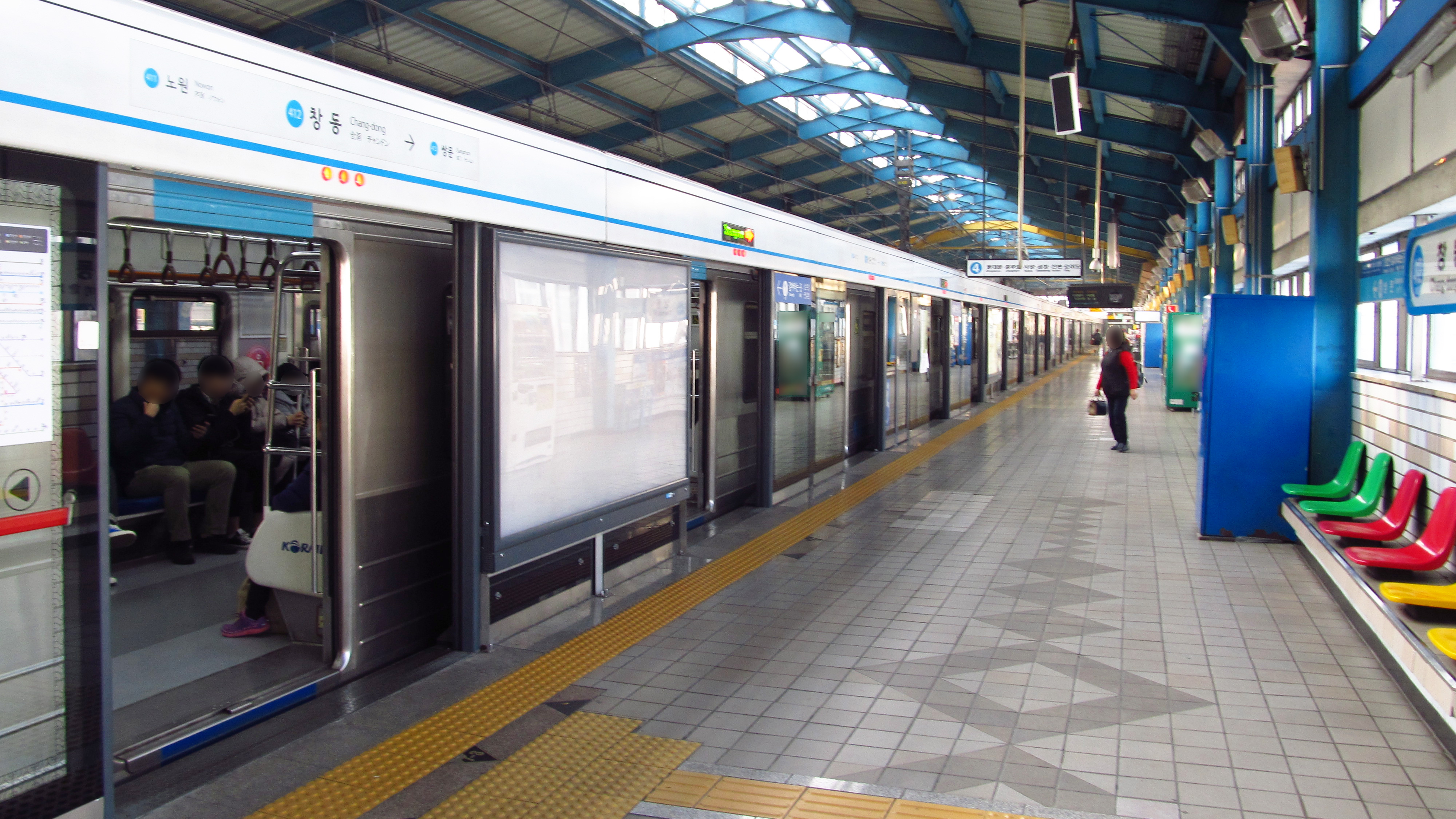
ホーム（2018年11月撮影）

## 利用状況
近年の一日平均利用人員推移は下記のとおり。
| 路線       | 路線     | 2000年 | 2001年 | 2002年 | 2003年 | 2004年 | 2005年 | 2006年 | 2007年 | 2008年 | 2009年 | 出典  |
| ---------- | -------- | ------ | ------ | ------ | ------ | ------ | ------ | ------ | ------ | ------ | ------ | ----- |
| 京元電鉄線 | 乗車人員 | 13,869 | 10,077 | 8,489  | 8,539  | 9,019  | 9,826  | 9,911  | 10,388 | 10,644 | 10,687 | [ 1 ] |
| 京元電鉄線 | 降車人員 | 16,250 | 6,513  | 6,296  | 5,996  |        | 10,661 | 10,830 | 11,385 | 11,738 | 11,796 | [ 1 ] |
| 4号線      | 乗車人員 | 36,045 | 35,656 | 35,707 | 34,187 | 34,208 | 34,753 | 34,370 | 34,106 | 33,909 | 33,539 | [ 2 ] |
| 4号線      | 降車人員 | 36,922 | 37,094 | 37,310 | 36,429 | 36,461 | 36,904 | 36,657 | 36,419 | 36,388 | 36,174 | [ 2 ] |
| 4号線      | 乗降人員 | 72,968 | 72,750 | 73,017 | 70,616 | 70,669 | 71,657 | 71,026 | 70,525 | 70,298 | 69,713 | [ 2 ] |
| 路線       | 路線     | 2010年 | 2011年 | 2012年 | 2013年 | 2014年 | 2015年 | 2016年 | 出典   |        |        |       |
| 京元電鉄線 | 乗車人員 | 10,564 | 10,420 | 10,262 | 10,313 | 10,341 | 10,190 | 10,096 | [ 1 ]  |        |        |       |
| 京元電鉄線 | 降車人員 | 11,649 | 11,473 | 11,253 | 11,296 | 11,278 | 11,146 | 10,980 | [ 1 ]  |        |        |       |
| 4号線      | 乗車人員 | 33,417 | 33,212 | 32,169 | 31,933 | 31,895 | 31,146 | 30,530 | [ 2 ]  |        |        |       |
| 4号線      | 降車人員 | 35,956 | 35,707 | 34,617 | 34,434 | 34,375 | 33,613 | 32,800 | [ 2 ]  |        |        |       |
| 4号線      | 乗降人員 | 69,373 | 68,919 | 66,786 | 66,367 | 66,269 | 64,759 | 63,330 | [ 2 ]  |        |        |       |

## 駅周辺
- 芦谷中学校
- 芦原税務署
- ソウル道峰警察署
- 道峰登記所
- 上渓高等学校
- ソウル北部労働事務所
- ソウル倉洞初等学校
- ソウル特別市北部教育庁
- 月川初等学校
- 柴雲初等学校
- 倉洞高等学校
- チョンソルアパート
- 韓国馬事会
- イーマート 倉洞店

## 歴史
- 1911年10月15日 - 京元線の部分開通とともに開業。
- 1967年7月1日 - 貨物取り扱い中止。[3]
- 1968年9月11日 - 貨物取り扱い開始。[4]
- 1985年4月20日 - 4号線が上渓 - 漢城大入口間開通と共に開業。
- 1985年4月20日 - 1号線が城北 - 倉洞間開通と共に1号線の駅が開業[5]。乗換駅になる。
- 1985年12月22日 - 1号線側の駅舎が新築される。
- 2007年11月1日 - 貨物取り扱い中止。

## 隣の駅
韓国鉄道公社
 京元電鉄線
急行
道峰山駅 (113) - 倉洞駅 (116) - 光云大駅 (119)
緩行
放鶴駅 (115) - 倉洞駅 (116) - 鹿川駅 (117)
ソウル交通公社
 4号線
蘆原駅 (411) - 倉洞駅 (412) - 双門駅 (413)